# 约阿希姆·马特恩
约阿希姆·马特恩（德語：Joachim Mattern，1948年5月2日—），德国男子皮划艇运动员。他曾代表东德参加1972年和1976年夏季奥林匹克运动会皮划艇比赛，获得一枚金牌和一枚银牌。